# Comuna Vransko
Vransko (Občina Vransko) este o comună din Slovenia, cu o populație de 2.457 de locuitori (2002).

## Localități
Brode, Čeplje, Čreta, Jeronim, Limovce, Ločica pri Vranskem, Prapreče, Prekopa, Selo pri Vranskem, Stopnik, Tešova, Vologa, Vransko, Zahomce, Zajasovnik, Zaplanina